# Diana H. Wall

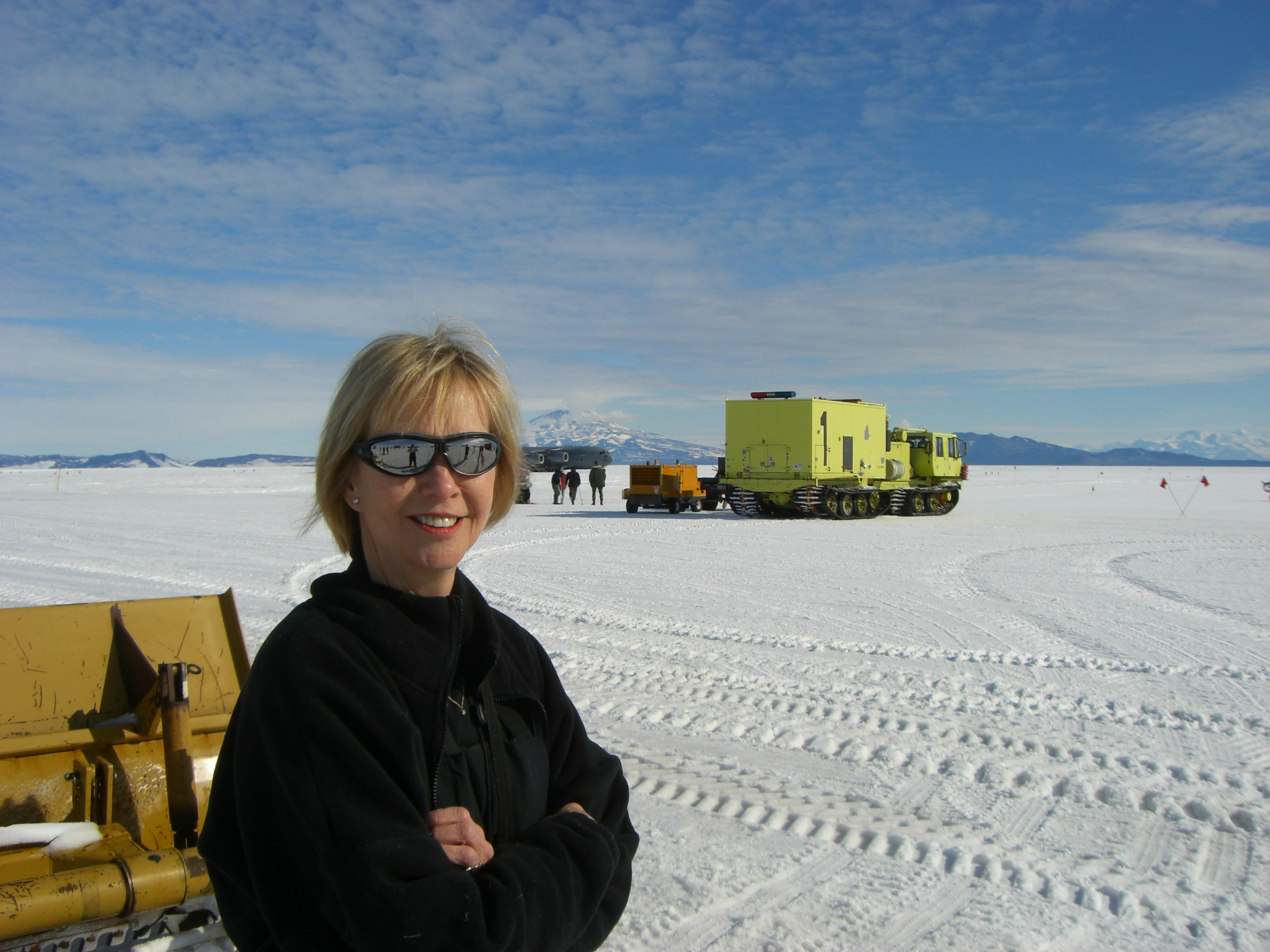
Diana Wall 2010

Diana Harrison Wall (auch: Diana W. Freckman; * 27. Dezember 1943 in Durham, North Carolina; † 25. März 2024) war eine US-amerikanische Ökologin und Bodenkundlerin an der Colorado State University.

## Leben und Wirken
Diana Wall war vor allem für ihre Arbeiten zur Bodenökologie bekannt, insbesondere zur Biodiversität von Nematoden und ihrer Bedeutung für den Kreislauf von Kohlenstoffdioxid und für die Fruchtbarkeit von Böden, und zu der Beziehung zwischen den Ökosystemen über und unter der Erde und ihrer Abhängigkeit von physikalischen Bedingungen im Allgemeinen und menschlichem Einfluss im Besonderen. Sie machte sie sich um die Hinwendung von Wissenschaft und Wissenschaftlern zu ökologischen und sozialen Fragen verdient.
Wall erwarb 1965 an der University of Kentucky einen Bachelor in Biologie und 1971 einen Ph.D. in Pflanzenpathologie. Als Postdoktorandin arbeitete sie bei Samuel A. Sher an der University of California, Riverside, ab 1976 als Forschungsassistentin, später erhielt sie dort eine Professur in „Nematologie“. Zwischenzeitlich war sie zusätzlich leitend für das Drylands Research Institute (Associate Director) und für die National Science Foundation (Associate Program Director) tätig. 1993 wechselte Wall an die Colorado State University (CSU), wo sie eine Professur in deren Forest, Rangeland, and Watershed Stewardship Department übernahm und bis 2005 Direktorin des Natural Resource Ecology Laboratory war.
Wall war seit 2006 „herausragende Professorin“ (Distinguished Professor) für Biologie an der CSU und seit 2008 Direktorin der School of Global Environmental Sustainability. Eine weitere Professur für Biologie hatte sie am Natural Resource Ecology Laboratory der CSU inne.
Diana Wall war Präsidentin der Society of Nematologists (1993/94), des American Institute of Biological Sciences (1992) und der Ecological Society of America (1999/2000) und war wissenschaftliche Direktorin der Global Soil Biodiversity Initiative. Sie war Autorin von mehr als 220 wissenschaftlichen Veröffentlichungen und hatte laut Google Scholar einen h-Index von 95, laut Datenbank Scopus einen von 68 (Stand jeweils Januar 2022).

## Auszeichnungen (Auswahl)
- 1998 Fellow der American Association for the Advancement of Science
- 2004 Benennung des Wall Valley in der Antarktis nach ihr[4]
- 2006 Ehrendoktorat der Universität Utrecht[5]
- 2013 Tyler Prize for Environmental Achievement[6]
- 2014 Mitglied der American Academy of Arts and Sciences[7]
- 2018 Mitglied der National Academy of Sciences[8]